# Paljettdvärgspett
Paljettdvärgspett (Picumnus exilis) är en fågel i familjen hackspettar inom ordningen hackspettartade fåglar.

## Utbredning och systematik
Paljettdvärgspetten förekommer i nordöstra Sydamerika. Clements m.fl. delar in den i fyra underarter:
- Picumnus exilis undulatus – förekommer från östra Colombia till sydöstra Venezuela, norra Brasilien (Roraima) och västra Guyana
- Picumnus exilis buffoni – förekommer från östra Guyana till nordöstra Brasilien norr om Amazonfloden i Amapá samt söder om Amazonfloden i nordöstra Pará och nordvästra Maranhão
- Picumnus exilis pernambucensis – förekommer i kustnära östra Brasilien (Pernambuco och Alagoas)
- Picumnus exilis exilis – förekommer i kustnära östra Brasilien (Bahia till Espírito Santo)

International Ornithological Congress (IOC) urskiljer ytterligare två underarter, med följande utbredning:
- Picumnus exilis clarus – östcentrala Venezuela
- Picumnus exilis alegriae – nordöstra Pará till nordvästra Maranhão i nordöstra Brasilien

## Status
IUCN kategoriserar arten som livskraftig.